# Monoblepharis polymorpha
Monoblepharis polymorpha är en svampart som beskrevs av Cornu 1872. Monoblepharis polymorpha ingår i släktet Monoblepharis och familjen Monoblepharidaceae.   Inga underarter finns listade i Catalogue of Life.